# مایوکو کاواکیتا
مایوکو کاواکیتا (انگلیسی: Mayuko Kawakita؛ زادهٔ ۲۸ نوامبر ۱۹۹۱) بازیگر، و مدل (شخص) اهل ایالات متحده آمریکا است.